# عقدة الثالوث

Interlaced triquetra which is a trefoil knot

عقدة الثالوث (بالإنجليزية: Triquetra)‏ أخذت اسمها من الصفة اللاتينية بمعنى ثلاثي الزوايا أو ثلاثي الأركان. هي شكل مثلث يتكون من ثلاثة أقواس متشابكة، أو ثلاثة أشكال متداخلة من عدسة حويصلية (بشكل متكافئ).
يتم استخدام هذا الرمز كتصميم زخرفي في العمارة، وفي زخرفة مخطوطات القرون الوسطى (خاصة في الفن الجزيري). تصويره المتشابك شائع في الزخارف الجزيرية من حوالي القرن السابع. يمثل ثلاثي الزوايا عقدة أبسط طوبوغرافية ممكنة.

## وصلات خارجية
- إيريك ويستاين، {{{title}}}، ماثوورلد Mathworld (باللغة الإنكليزية).